# Shunji Inoue
Shunji Inoue (井上俊次) é um compositor, arranjador, músico, produtor musical e empresário japonês nascido em 15 de maio de 1960 em Osaka, ele faz parte do LAZY.

## História
Quando criança, devido a notas baixas na matéria de música na escola, sua família decidiu adquirir um órgão, o que fez Inoue querer aprender a tocar piano. A casa era pequena, e por causa de seus instrumentos ocuparem tanto espaço, Inoue sentia que era um dever aprender a tocar bem. Quando adolescente, conheceu o rock and roll.
Ainda adolescente, Inoue se juntou a Hironobu Kageyama, Munetaka Higuchi, Hiroyuki Tanaka e Akira Takasaki para fundar o LAZY em 1977. O grupo se juntou ainda na escola, onde se apresentavam com os nomes artísticos Michell (Kageyama), Suzy (Takasaki), Funny (Tanaka), Davy (Higuchi) e Pocky (Inoue). O nome da banda foi escolhido por causa da música homônima do Deep Purple.
Em 1981, lançaram o álbum Uchuusen Chikyuugou, muito importante para a criação do cenário do heavy metal japonês. O grupo se separou logo depois, mas se reuniu em 1998 e, mesmo após o falecimento de dois de seus membros, ainda fazem lançamentos esporádicos.
Em 1991, Inoue se reuniu com Hironobu Kageyama e Hiroyuki Tanaka, ex-integrantes do LAZY, para formar a banda AIRBLANCA, que também contou com Youichi Matsuo, Yasuhiko Iwata e Kenichi Sudo. O projeto não durou muito tempo, tendo apenas um álbum próprio, um álbum colaborativo com a cantora Hitomi Fujimoto, e participação em três canções na trilha sonora de Ai to Ken no Camelot. Entretanto, até hoje o site oficial de Hironobu Kageyama tem o nome desta banda.
Em 1992, Inoue compôs a melodia do single "Ready to Love", música composta para o personagem Roy, do anime Silent Möbius. Ele repetiu a parceria com Hironobu Kageyama, que escreveu a letra e cantou a música. O single ficou duas semanas no Oricon Singles Chart e chegou à 46ª posição.
Nesse ínterim, Inoue e Tanaka fundaram a banda NEVERLAND, que fez certo sucesso em trilhas sonoras.
Em 1999, Inoue fundou a gravadora Lantis, especializada em música de anime, jogos de vídeo game e séries de tokusatsu.
Para fundar a gravadora, um grande capital era necessário. Inoue cancelou seu próprio seguro de vida para juntar o dinheiro. A Lantis foi fundada com apenas quatro funcionários em um escritório alugado com apenas um telefone e uma copiadora do próprio Inoue.
A gravadora não tinha capacidade para distribuição para vendas, e buscaram parcerias. Acabaram fechando contrato com a King Records, mas as reuniões eram feitas no café de um hotel porque Inoue inventava a desculpa de que "o escritório estava muito cheio", não querendo revelar a precariedade da estrutura que possuíam na época.
I'm in You, de Hironobu Kageyama, foi o primeiro álbum lançado pela gravadora, então ainda muito jovem, pequena e sem muitos recursos. Inoue, sendo amigo e parceiro musical de longa data de Kageyama e parte da mesma banda, LAZY, o convidou para para fazer um álbum cheio de arranjos acústicos porque era muito mais barato para gravar. Até as fotos do álbum foram feitas dentro do mesmo estúdio. O estúdio estava tão desprovido de capital que, quando os encartes do CD chegaram da gráfica com um erro de ortografia justamente no nome do artista (veio como "KAGEYAMA H"O"RONOBU"), eles não tinham dinheiro para encomendar reimpressões e mandaram fazer pequenos adesivos com o nome correto para colarem manualmente nos encartes.
Em seu trabalho como homem de negócios, Inoue foi CEO da Lantis, presidente da junta da Highway Star, diretor representativo da Earkth e vice presidente da Bandai Namco Arts.